# Diecezja kopenhaska

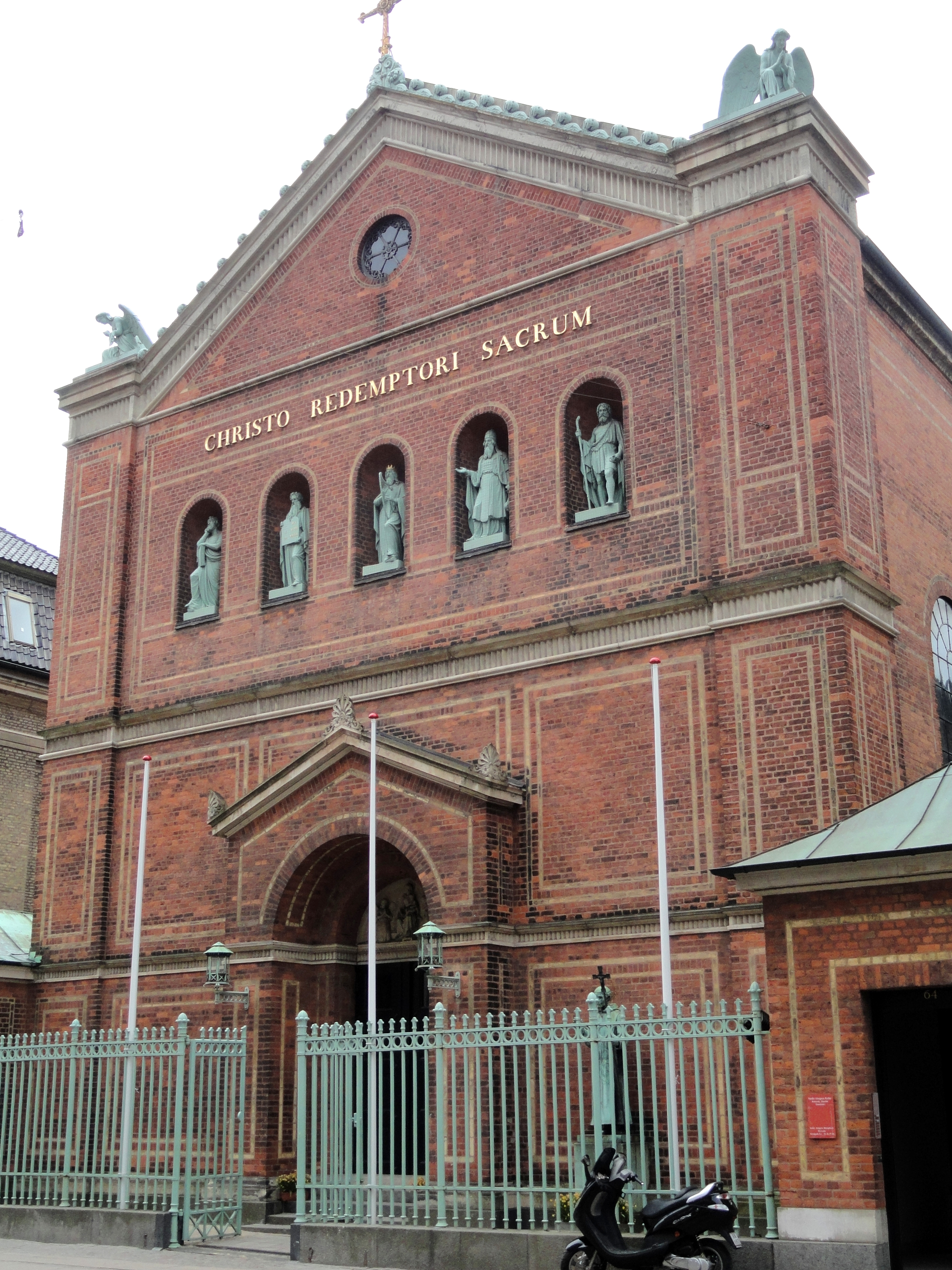
Katedra św. Ansgara w Kopenhadze

Diecezja kopenhaska (łac.: Dioecesis Hafniae) – katolicka diecezja w Danii, obejmująca swoim zasięgiem Danię, Wyspy Owcze i Grenlandię. Siedziba biskupa znajduje się w katedrze św. Ansgara w Kopenhadze.

## Historia
- 1868–1869 – Apostolski Wikariat Misji Północnej, podległy diecezji osnabrückiej
- 1869–1892 – Prefektura Apostolska Danii
- 1892–1953 – Apostolski Wikariat Danii
- od 29 kwietnia 1953 r. – Diecezja kopenhaska

## Biskupi
- biskup diecezjalny – bp Czesław Kozon

## Patroni
- św. Ansgar